# Культура Китая

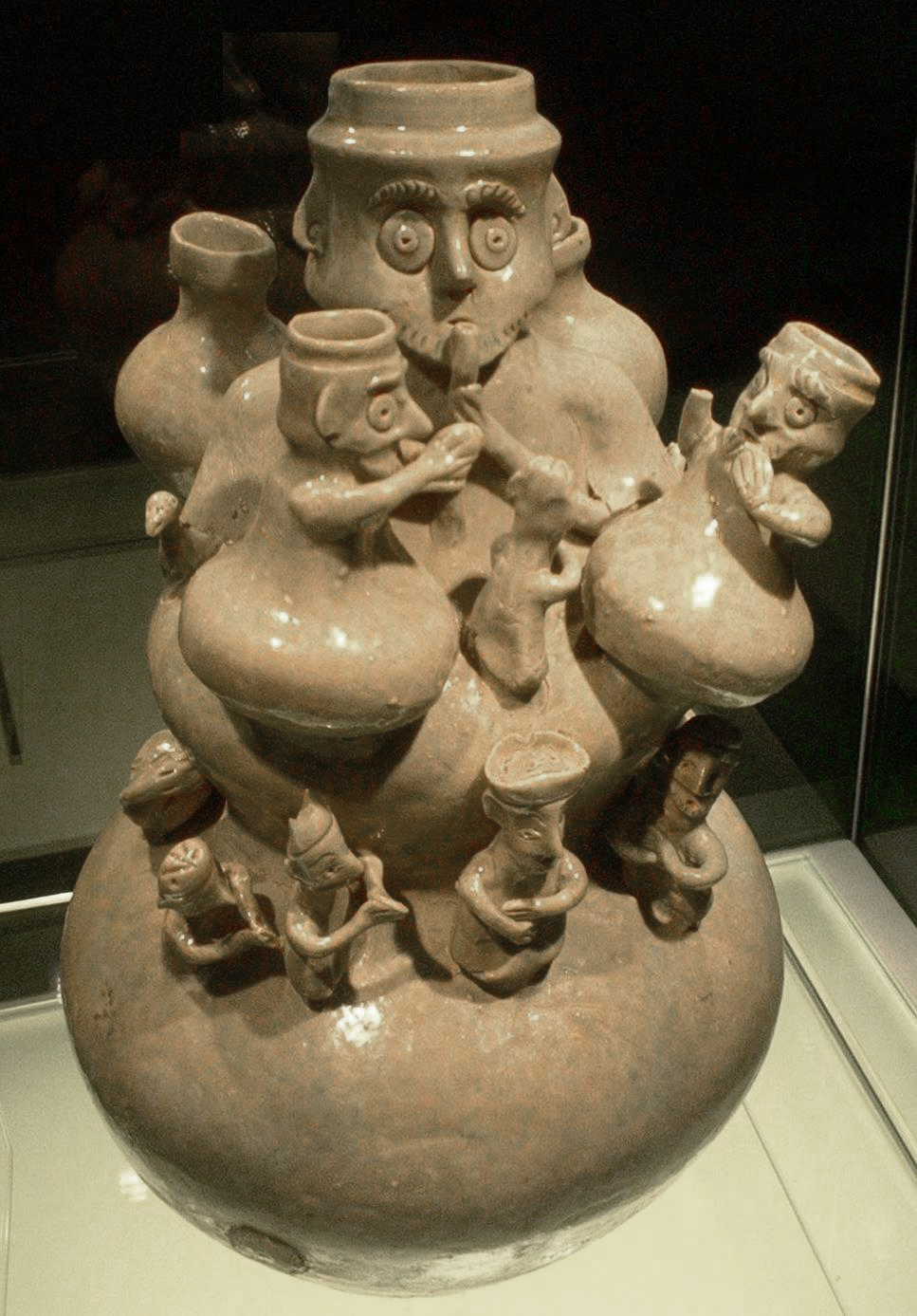
Глазурованный сосуд из царства У (222—280 CE). Период трёх династий

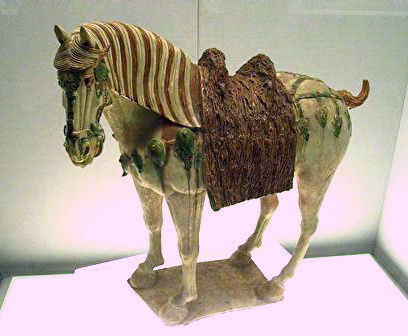
Китайский трёхцветный глазурованный конь. Династия Тан (ca. 700 CE)

Культура Китая — одна из самых древнейших и самобытных в мире. Культура Китая оказала большое влияние на развитие культуры многочисленных соседних государств и народов, населявших обширные территории позднейших Монголии, Тибета, Индокитая, Кореи и Японии.
Китай является родиной одной из самых древних цивилизаций мира, и возможно, единственной, где физический тип населения не менялся в течение 4 тысячелетий.
Китай имеет историю, насчитывающую около 4 тысяч лет художественного, философского и политического развития.
Хотя региональные различия создают ощущение разнообразия, общность языка и религиозно-этических взглядов объединяют культуру Китая, в рамках которой были созданы такие значимые во всемирном масштабе явления, как конфуцианство и даосизм.

## Архитектура
Традиционная архитектура Китая имеет ряд присущих только ей особенностей, в то время как его архитектурный декор способствует узнаваемости китайских зданий во всём мире.
За пятитысячелетнюю историю китайской цивилизации сохранилось немало архитектурных сооружений, многие из которых по праву считаются шедеврами мирового масштаба. Их разнообразие и оригинальность воплощают в себе традиции старины и лучшие достижения китайского зодчества.

## Китайская философия

### Даосизм
Основателем даосизма был некий Лао-цзы (кит. 老子). Его настоящее имя — Ли Эр (Ли Боян, Лао Дань). По преданию родился в 604 г. до н. э.
Основное понятие даосизма — дао, «путь» или «противоположность». Дао — это невидимый вездесущий закон природы, путь, по которому идет человек и человечество, безликая, бескачественная субстанция. Дао бездействует, тем самым, порождая все, оно вечно и безымянно, пусто и неисчерпаемо. Из него все вышло и в него все возвратится.
Бездеятельность порождает бездеятельность, поэтому необходимо к минимуму свести человеческую активность. Возникает принцип у-вэй, принцип недеяния, «созерцательная пассивность»: человек изучает мир, но не изменяет, делает только то, что необходимо.

Концепция Инь-ян

В даосизме взаимодействуют два противоположных начала — инь-ян, которые перетекают одно в другое и не могут существовать друг без друга. Инь — отрицательное, пассивное, женское начало; ян — положительное, активное, мужское.
Во II в. даосизм оформляется организационно. Начало ему положила школа «Путь небесных наставников», основанная полулегендарным Чжан Лином. В начале V в. оформляются ритуал и вероучение, даосизм становится государственной религией, появляется пантеон божеств, учение о богине Сиванму (прародительнице всех людей), затем даосизм распадается на множество сект и направлений. Исходя из учения о Дао, даосизм предложил оригинальную концепцию наилучшего государственного управления — недеяния: если правитель пребывает в бездействии, то в силу Дао дела сами наладятся. И, так же как и другие философские учения, даосизм осуждает войну.

### Буддизм
Буддизм стал проникать в Китай на рубеже н. э. Существовали предания о появлении там буддистских проповедников ещё в III веке до н. э., однако они не могут считаться достоверными.
Первыми распространителями буддизма были купцы, приходившие в Китай по Великому шёлковому пути из центральноазиатских государств. Монахи-миссионеры, вначале из Центральной Азии, а позднее — из Индии, появляются в Китае до II—III веков.
Уже к середине II века с буддизмом знакомится императорский двор, о чём свидетельствуют жертвоприношения Лао-цзы и Будде, совершенные императором Хуань-ди в 165 году. По преданию, первые буддийские сутры были привезены на белой лошади в Лоян (столица Восточной Хань), в царствование императора Мин-ди (58—76 гг.); здесь же позднее появился первый в Китае буддийский монастырь — Байма-сы (Храм Белой лошади).
В конце I века зарегистрирована деятельность буддистов ещё в одном городе восточноханьской империи — Пэнчэне. В начале II века была составлена «Сутра 42 статей» — первая попытка изложения на китайском языке основ буддизма.

### Иероглифы

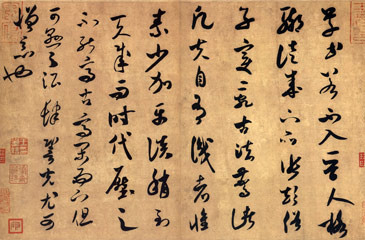
Китайская каллиграфия, созданная сунским поэтом Ми Фу (1051—1108 CE). В течение веков китайские ученые-литераторы были замечательными каллиграфами.

## Языкиписьмо

### Каллиграфия
Каллиграфия вывела обычное китайское письмо на уровень художественной формы искусства и традиционно приравнивается к живописи и поэзии, как метод самовыражения. Поскольку иероглифические изображения ограничены небольшим количеством черт (линий), индивидуальный стиль художника определяют их толщина, угол изгиба и придаваемый рисункам динамизм. Эксперты оценивают сбалансированность и пропорциональность линий, композиционное построение иероглифов и их целостность и гармоничность.
Основные элементы каллиграфии, которые китайцы называют «четырьмя сокровищами знания» — это тушь, камень (тушечница), кисти и бумага.

## Музыкаи танцы
Музыка Китая насчитывает несколько тысячелетий своего развития. Она испытала воздействие музыкальных традиций Среднего Востока, Центральной, Южной и Юго-Восточной Азии. Она также впитала элементы музыки народов, входивших в состав китайского государства (уйгуров, тибетцев, монголов, чжурчжэней, маньчжуров и т. д.), и в свою очередь оказала значительное влияние на музыку Кореи, Японии, некоторых народов Юго-Восточной Азии и бассейна Тихого океана. Китайская музыка с древности развивалась под воздействием религиозных и философско-идеологических доктрин.
В конфуцианских трактатах разрабатывалась космологическая концепция природы музыки, подчёркивалась её общественная и политическая роль. Музыка в конфуцианстве рассматривалась как одно из средств управления государством, а также как существенный фактор воспитания людей и достижения общественной гармонии.
Согласно представлениям даосизма, музыка должна была содействовать проявлению естественных психоэмоциональных реакций человека, слиянию его с природой.
Буддийское мировоззрение подчеркивало мистическое начало в музыке, помогающее постижению сути бытия, процессу духовного совершенствования человека.
Понятие юэ в китайской культуре означало не только музыку, но и другие виды искусства, а также нечто прекрасное вообще, характеризующееся высокой степенью организации. Многоуровневое символическое мышление в музыке отражало попытки установления соответствий отдельных музыкальных тонов, музыкальных инструментов, видов и жанров музыки с элементами мироздания и социально-политическими системами. Так в системе люй-люй звуки 12-ступенного звукоряда связывались с периодами суток, с положением Солнца и Луны, с месяцами года и т. п. На основе этой системы был создан пентатонический звукоряд, ступени которого связывались с пятью типами семантического интонирования в китайском языке, и отождествлялись с пятью стихиями природы, сторонами света, с рангами социальной иерархии и т. д. Звучание инструментов (особенно церемониальных оркестров) поддерживалось в точном соответствии с выработанной шкалой звуковых высот. Китайцы были убеждены, что её нарушение могло иметь катастрофические космологические и социально-политические последствия.
В V—III веках до н. э. к пентатоническому звукоряду были добавлены два дополнительных звука. Таким образом была создана 7-ступенная гамма, соответствующая лидийскому ладу. Ладовая концепция китайской музыки наиболее активно разрабатывалась в период Сун (X—XIII вв.) учёными-музыкантами Шэнь Куа, Цай Юаньдином, Шан Янем, Шэнь Юаньцином. Структура лада (тяо) определялась тем, какой из 12 тонов был выбран в композиции в качестве опорного. Теоретически количество ладов составило 84, на практике применялось значительно меньше. Созданная в древности китайская музыкальная нотная система, созданная на основе иероглифов, существует и поныне в нескольких разновидностях (люй-люй, 5- и 7-тоновая, гунчэпу (工尺譜), и другие). Этническая музыка ханьцев основана нагетерофонии, где музыканты исполняют версии одной и той же мелодической линии. Исполнение музыки, танцев и оперы обычно сопровождается ударными инструментами.
Специфическое звучание китайской музыки объяснятся тем, что у инструментов не 7 привычных нот, а 5 или 13. Их инструменты как и европейские делятся на 4 типа: ударные, духовые, струнные и смычковые. Самые популярные — это смычково-струнные и струнные. Смычково-струнные инструменты — эрху, чжунху, даху, баньху. Самым распространённым является баньху. Баньху — пятиструнный инструмент на котором играют с помощью смычка длиной в человеческую руку. Звучание баньху можно сравнить со скрипкой.
Чистых струнных инструментов в китайской культуре не наблюдается. Существуют щипково-молотковые инструменты.
Среди щипково-молотковых инструментов выделяются гучжэн и янцинь, эти инструменты относятся к семейству цитры. Играют на них с помощью специальных молоточков, но существует второй способ, с помощью щипков пальцами.
Веками музыка служила для увеселения богачей и аристократии. Но без музыки не обходилась ни одна свадьба, а к тому же музыка играла роль в богослужениях.

## Кинематограф
Существует предположение, что первоначально кинематограф в Китае рассматривался как вид древнего искусства театр теней, поэтому кинофильм по-китайски называется «электрические тени».
Первая демонстрация «движущихся картинок» в Китае состоялась 11 августа 1896 года в Шанхае — городе, который на долгие годы стал центром кинематографа Китая.
Первая кинокомпания в Китае, «Азия Фильм» (China Cinema Company, aka Asia Film)[уточнить] была основана в 1909 году.
После образования КНР в 1949 году новые власти стали уделять кинематографу особое внимание (а начиная с 1951 года старые китайские фильмы, а также кинопродукция Голливуда и Гонконга были запрещены), при этом усиление идеологического контроля после объявления Мао Цзэдуном курса на борьбу с правыми элементами заметно ослабило художественную ценность китайских фильмов.
Во время Культурной революции кинопроизводство подверглось серьёзным ограничениям. Практически все снятые раньше фильмы были запрещены, некоторые режиссёры подверглись репрессиям.
Середина 1980-х отмечена появлением т. н. «пятого поколения китайских кинорежиссёров» (первый, после Культурной революции, выпуск Пекинской киноакадемии).
Кинорежиссёров КНР, выдвинувшихся в 1990-е, называют «шестым поколением китайского кинематографа» (ещё их иногда называют «поколением вернувшихся кинолюбителей», так как отсутствие крупного бюджетного финансирования или иных форм поддержки привело к тому, что быстро снимались малобюджетные фильмы, зачастую с использованием самых дешёвых средств).
После воссоединения Гонконга с КНР стало появляться всё больше совместных фильмов, работу над которыми совместно вели представители КНР, Гонконга и Тайваня.
В 2012 году кассовые сборы китайских фильмов составили 2,78 млрд долларов США.

## Наука
Китай является лидером (наряду с США) в значимых областях науки. В 2012 году общенациональные расходы на НИОКР в КНР составили около 166 млрд долларов США; в 2019 году Китай обошёл Соединённые Штаты по общим расходам на исследования.
Страна — мировой лидер по количеству патентных заявок.
Особенностью Китая стало активное использование «иностранных мозгов»: число зарубежных учёных в исследовательских центрах Поднебесной, выросло с 1989 по 2009 годы с 2,5 тысяч до 480 тысяч человек (всего в конце 2000-х годов в КНР трудилось около 1,6 млн учёных).
- Китайская академия наук (КАН) занимается развитием математики, физики, химии, медицины, наук о земле, информационными технологиями, биотехнологиями и так далее;
- Китайская академия инженерных наук (КАИН) занимается машиностроением, металлургией, строительством, сельским хозяйством, лёгкой и тяжёлой промышленностью, транспортом;
- Китайская академия общественных наук (КАОН) сосредоточена на экономике, истории, философии, праве, международных отношениях, социологии.

В честь Китая был назван астероид (139) Жуйхуа, открытый 10 октября 1874 года канадско-американским астрономом Джеймсом Уотсоном в Пекине. В переводе с китайского название астероида означает «Звезда счастья Китая».

### Китайские изобретения
Печатные книги, фарфор, шёлк, зеркала, зонты, порох, компас и бумажные змеи — это лишь малая доля тех предметов повседневности, которые были изобретены китайцами и которыми люди пользуются и по сей день во всём мире. Китайцы разработали технологию производства фарфора за тысячу лет до европейцев.

#### Книгопечатание
Изобретение подвижного шрифта не оказало значительного влияния на китайское общество, и большинство печатников продолжали использовать прежние формы. В Европе же изобретение подвижного шрифта произвело революцию — оперировать 30 печатными формами латинского алфавита проще, чем 3000 и более для иероглифов, использующихся при выпуске китайской газеты. Выполнение оттисков иероглифов на одной печатной форме требует намного больше усилий и затрат.

### Космическая программа
Располагая многопрофильной космонавтикой, с 2003 года Китай стал третьей в мире космической сверхдержавой, самостоятельно проводящей пилотируемые полёты.
С 1990 года КНР начала коммерческие запуски и в 1990—2012 гг. китайские ракеты-носители вывели на орбиту 43 иностранных спутника. С 2010 года, уступая только России, Китай ежегодно производит больше космических запусков, чем США.
По состоянию на июль 2012 года, КНР занимал третье место в мире (после США и России) по числу функционирующих искусственных спутников Земли (96, в том числе 87 выведены на орбиту китайскими ракетами-носителями).

## Образование
В КНР доля государственных ассигнований в общем финансировании образования в 2000—2011 годах возросла с 66,5 % до 77,8 %; особенно резкий скачок этого показателя произошёл в 2005—2011 годах, когда он возрос с 61,3 % до 77,8 %.
В 2009 году расходы на образование составили 12,0 % бюджета страны.
В 2011 году стипендии были выделены 78,7 млн учащихся на общую сумму в 98,6 млрд жэньминьби (70 % из общей суммы стипендий было предоставлено из государственного бюджета).

### История
В 1916 году в Китае существовала целая сеть учебных заведений: 11 университетов, 502 средних школы и 50 071 начальная; 21 колледж, 298 женских школ; 415 школ для преподавателей, 965 вечерних школ и курсов, 85 военно-медицинских школ и 3 медицинских колледжа, 82 промышленные школы и 7 технических школ, 49 школ законоведения. Действовали 72 иностранные школы, в том числе 66 русских (в Харбине и на КВЖД). К моменту провозглашения КНР сеть высших школ резко возросла: в 1949 году в стране насчитывалось около 200 университетов и колледжей, где обучалось 117 тыс. человек (61 % вузов были государственными), однако неграмотность составляла 90 %.
В начале 1950-х годов частное образование было ликвидировано, а уровень грамотности  повысился к 1956 году до 22 %.
В период «большого скачка» и «культурной революции» большинство университетов было закрыто.
- В 1978 году введены 10-летнее общее образование (5 лет начальное и 5 лет среднее), а также Единый государственный экзамен (Гаокао) для поступления в вузы[12];
- В 1986 году принят Закон об обязательном обучении, который освободил обучающихся первых 9 классов от платы за учёбу, но не от других расходов (на учебники, административные и другие)[13];
- В 1997 году введён общий порядок приёма в вузы (до этого набор осуществлялся раздельно по директивному и регулируемому планам)[14];
- В 1999 году введено льготное кредитование для обучающихся — 50 % кредита погашается из бюджета: в 2008 году за такого рода займами обратились 13 % обучающихся в вузах (общая сумма долга превысила 3 млн жэньминьби)[15];
- В 2001 году было объявлено о начале Программы «Закрытия и слияния школ», в результате чего число начальных школ (считая учебные пункты, дающие образование только 1—4 классов) сократилось в 2001—2012 годах с 491,27 тысяч до 228,58 тысяч, а число учащихся в них уменьшилось с 125,43 млн до 96,95 млн[16]. Укрупнение коснулось средних школ 1-й ступени: их число уменьшилось в 2001—2012 годах с 65 525 до 53 216, количество учителей в них снизилось с 3,34 млн до 3,04 млн, а учеников с 64,31 млн до 47,63 млн[17]. Процесс реорганизации затронул также 2-ю ступень среднего образования: число школ этого уровня уменьшилось в 2001—2012 годах с 14 907 до 13 509, а вот число учителей выросло с 840 тысяч до 1,59 млн, также увеличилось количество детей в них в этот период с 14,1 млн до 24,8 млн[17];
- С 2006 года дети из нуждающихся семей получили право на освобождение от платы за учебники и иных взносов и на пособие для оплаты общежития[7];
- В 2008 году в Китае было в целом введено бесплатное всеобщее и обязательное 9-летнее образование[18].

### Дошкольное образование
В 2012 году в стране было более 180 тысяч детских садов, где трудились 1,5 млн воспитателей и находилось около 37 млн детей. Подавляющее большинство воспитателей в 2009 году (97,6 %) составляли женщины. Дошкольное образование развивалось в последние годы неравномерно, общей тенденцией было укрупнение учреждений: в 1999 году в КНР было 181,1 тысяч детских садов, затем их число резко сократилось до 111,7 тысяч в 2001 году, но к 2012 году вновь достигло 181,2 тысяч. В 1999—2007 годах число детей в садиках, а также количество воспитателей почти не менялось, но в 2008—2012 годах произошёл скачок: число малышей увеличилось в 1,5 раза, а число воспитателей почти в 2 раза.

### Школьное образование
По состоянию на начало 2010-х годов, обучение в школе начинается с 6 лет и делится на три цикла: начальное (6 лет, обязательно), первая ступень среднего (3 года, обязательно), вторая ступень среднего образования (3 года). В КНР в 2012 году было 228 тысяч начальных школ, где обучалось 96 млн детей и трудилось 5,5 млн учителей. С 1995 по 2011 году число учеников на одного учителя начальной школы уменьшилось с 23,3 до 17,4, на одного учителя первой ступени средней школы оно также сократилось с 16,7 до 13,6, а на одного учителя второй ступени средней школы — выросло с 13,0 до 15,5. Так как классы переполнены, то наибольшее количество учеников в классе, согласно нормативам Министерства образования (по состоянию на начало 2010-х годов), не может превышать 40—45 человек в начальной школе, 45—50 человек — в средней. Тем не менее, эти нормативы не всегда выполнялись — в 2011 году 5,5 % школьных классов в стране (10,0 % в городах) имели численность 66 и более учащихся.

### Высшее образование
Высшие учебные заведения Китая считаются[кем?] одними из лучших в Азии. Дипломы, выданные многими из них, высоко ценятся в Европе и Америке[уточнить]. Китайское руководство делает очень многое для развития национальной высшей школы. Сегодня большая часть китайских вузов — это огромные высокотехнологичные научные комплексы с библиотеками, музеями и современными лабораториями. Для чтения лекций в университеты часто приглашают лучших профессоров со всего мира. Все вузы Китая разделены на несколько категорий, в зависимости от престижа и качества обучения. Выпускники школ, готовящиеся к поступлению в университет, сдают единый экзамен, результаты которого оцениваются по стобалльной шкале. Для того чтобы быть допущенным к сдаче вступительных экзаменов в вуз, относящийся к определённой категории, выпускник должен сдать единый экзамен на соответствующее число баллов. Обычно поступление в вузы проходит в условиях жёсткой конкуренции. В отдельных китайских университетах конкурс достигает нескольких сотен человек на место.
По состоянию на начало 2010-х годов, высшее образование в КНР можно было получить тремя путями — поступить на бакалавриат (4 года обучения), в профессиональный вуз (4 года обучения) или в двухгодичный специализированный вуз. При этом на следующую ступень (2 года магистратуры) мог поступить только бакалавр. После магистратуры можно было поступить в трёхгодичную аспирантуру. В 1949 году в Китае было 206 вузов, в 1978 году — уже 598, а в 2000 году уже 1041. Затем число вузов резко увеличилось и в 2012 году их насчитывалось 2442. В 2000—2012 годах численность преподавателей вузов КНР выросла с 460 тысяч до 1,44 млн, а студентов — с 5,6 млн до 23,9 млн. При этом число студентов на одного преподавателя вуза выросло в 1995—2011 годах с 9,8 до 17,8. Если в 1998 году в вузы было принято 1,08 млн абитуриентов, то в 2002 г. в вузы с полной программой обучения было принято 3,21 млн человек, в аспирантуру — 203 тысяч человек. Тем не менее, число абитуриентов, сдавших государственный экзамен в вузы, сильно колебалось по годам: в 2002 году их было 5,27 млн, в 2008 году — 10,5 млн, в 2012 году — 9,15 млн. В 2002—2009 годах число выпускников вузов КНР возросло с 1,5 млн до 6,1 млн человек, но затем рост замедлился и в 2012 году было выпущено 6,9 млн человек.
В становлении китайского высшего образования значительную роль сыграло привлечение иностранцев: с 1989 по 2009 годы количество зарубежных преподавателей в вузах КНР увеличилось с 686 до 11 000 человек.
По состоянию на начало 2010-х годов, все студенты вузов КНР были должны платить за учёбу, а выпускники не подлежали распределению (только те, кто заключил трудовой контракт на работу, после выпуска не могли самостоятельно выбирать место работы). Также большую роль играет выезд граждан для обучения за рубежом — в 2011 году за границей учились 1,44 млн китайских студентов.

#### Иностранные студенты в вузах КНР
Численность иностранных студентов в КНР в последние годы очень быстро росла: в 1998 году их было около 43 тысяч, в 2005 году — уже 140 тысяч, а в 2010 году их число превысило 290 тысяч человек.
По регионам выбытия иностранные студенты в КНР в 2010 году распределялись следующим образом: студенты из Азии традиционно занимали первое место — 64,21 %, на втором месте европейцы — 16,15 %, Америка — 11,05 %, Африка — 7,09 % и Океания — 1,50 %.
Больше всего иностранных студентов в КНР в 2010 году было из трёх стран — США, Японии и Южной Кореи. Китайское правительство предоставляет стипендии, при этом особое внимание уделяется Африке — в 2012 году власти КНР выделили стипендии на обучение 6 тыс. африканским студентам.

#### Частное образование
Правительство поддерживает частные образовательные организации. Первый «Закон о поощрении частного образования» вступил в силу с 1 сентября 2003 года. Развитие частных школ означает увеличение объёма предложения в сфере образования и удовлетворение образовательных потребностей за счёт отказа от традиционной модели, согласно которой существовали только государственные школы.
На конец 2004 года насчитывалось более 70 тысяч частных школ разных типов и уровня, с общим контингентом 14,16 млн учащихся, в том числе 1279 частных высших учебных заведений с общим контингентом 1,81 млн студентов. Частное образование занимает более половины всего образовательного сектора Китая.

## СМИ
- Печать: официальная газета ЦК КПК «Жэньминь жибао»;
- Радиовещание: Китайское национальное радио;
- Телевидение;
- Международное радио Китая — международная государственная радиостанция Китая, базирующаяся в Пекине, вещающая на коротких и средних волнах, УКВ (FM), через спутник и Интернет. Международное радио Китая вещает на 62 языках мира, включая русский;
- CCTV-Русский — международный телеканал «Центрального телевидения Китая» (ЦТК), вещающий на русском языке. Благодаря запуску телеканала «CCTV-Русский» китайское телерадиовещание для заграницы стало абсолютным лидером в мире по количеству иностранных языков вещания и количеству отдельных телеканалов на иностранных языках.

## Спорт
Китай обладает одной из старейших спортивных культур в мире. Существуют свидетельства о том, что в Китае ещё в древние времена играли в некую игру с кожаным мячом, наподобие современного футбола.
Помимо футбола, самыми популярными спортивными состязаниями в стране являются военные искусства, пулевая стрельба, настольный теннис, спортивная гимнастика и прыжки на батуте, тяжёлая атлетика, бадминтон, лёгкая атлетика, плавание, шорт-трек, фигурное катание, конькобежный спорт, баскетбол, бильярд, вэйци. Физическая подготовка широко распространена в китайской культуре. Крупнейший издатель спортивной литературы в стране China Sports Publications Corporation выпускает множество спортивных книг, газет и журналов.
С 2004 года на международном автодроме Шанхая проводится гонка «Гран-при Китая» в классе «Формула-1».
Вместо СССР, КНР стала новой мировой спортивной державой, практически на равных борющейся с США за медали на Олимпиадах и чемпионатах мира по ряду видов спорта[обновить данные]. Прошедшие с наибольшим размахом, Летние Олимпийские игры 2008 года проводились также в Китае — в Пекине. КНР на них одержала убедительную победу в неофициальном общекомандном зачёте. Пекин был избран основным городом Олимпиады решением жюри Международного олимпийского комитета 13 июля 2001 года. Официальный логотип летних Олимпийских игр 2008 года — «Танцующий Пекин». Талисманы — пять игрушек Фува, каждая из которых олицетворяла цвет олимпийских колец. Слоган Олимпиады — «Один мир, одна мечта». Спортсмены соревновались в 28 видах спорта.

## Привычки и обычаи

### Семейная жизнь
Политика планирования семьи наложила отпечаток на семейную жизнь — 1 января 1981 года вступил в силу «Закон о браке», который установил высокий брачный возраст (22 года для мужчин, 20 лет для женщин). Вступающие в брак до 2003 года должны были проходить обязательный медицинский осмотр (ныне бесплатен и доброволен — у психиатра, нарколога, дерматолога и фтизиатра). В последние годы отмечено послабление в брачном законодательстве — с 2005 года разрешено регистрировать брак студентам.
Полигамия строго запрещена, а с 2001 года также запрещено совместное проживание одного из супругов с лицом противоположного пола.
В восьми из десяти случаев родители нынешних китайцев женились по выбору и одобрению своих профессиональных союзов. Сегодня же проживающие в городах молодые китайцы рано приобретают сексуальный опыт. Распространён фактический брак, хотя с 2001 года закон требует, чтобы браки обязательно регистрировали. Внебрачные дети приравнены к рождённым в браке. В 2001 году в стране введено понятие «брачного договора» и чётко прописан перечень доходов и имущества, относимых к «совместно нажитому». Распространёна смена нескольких партнёров до брака.
Разводы являются обычной практикой.
Считается, что на семейных традициях негативно сказывается политика одна семья — один ребёнок, которая создаёт проблему избалованных детей.
С 1 января 2016 года вступил закон о праве иметь двух детей в семье при том, что многие китайские семьи сами отказываются иметь двух детей.

### Китайская кухня
Китайская кухня имеет древнюю историю и богатые традиции. В каждом районе страны свои особенности. Южная кантонская кухня славится рыбными блюдами и блюдами из морепродуктов, хуайянская — очень острыми и экзотичными блюдами. Пекинская кухня известна уткой по-пекински и тушеным мясом с овощами.
Китайцы уверены, что пища должна быть не только вкусной и полезной, но и красиво оформленной. А наслаждаться едой невозможно, если есть второпях, на ходу или перед телевизором.
Традиционным блюдом является рис, который всегда имел огромное значение для китайцев — и как основной пищевой продукт, и как техническая культура. Считается, что традиция культивирования риса в Южном Китае зародилась около 10 тысяч лет до н. э., хотя метод устройства заливных полей, требующий масштабных ирригационных работ, достиг совершенства по прошествии тысяч лет.
Сегодня рис выращивается в Китае почти повсеместно и составляет 35 % мировой продукции.

### Религия

#### Астрология
В китайском гороскопе, каждый год ассоциируется с одним из 12 животных, имеющих особый символ и составляющих повторяющийся астрологический цикл. В преддверии Нового года у китайцев принято говорить, например, о приходе «года собаки». В китайской астрологии человеку, рождённому под знаком определённого животного, приписываются особенности, присущие этому животному.

### Праздники
- Китайский новый год

## Ремёсла

### Резьба по камню, дереву, слоновой кости
В качестве начальной точки отсчета развития резьбы по камню в Китае чаще всего указывают V тысячелетие до н. э. В это время из нефрита изготавливали ритуальные топоры и ножи с деталями округлых форм и тщательно отполированными и заостренными по краям лезвиями, в которых просверливались отверстия для присоединения к рукояти.
Среди археологических находок 4—1 тысячелетий до н. э. в Китае — образцы изделий из нефрита. Тогда же популярно создание связанных с культом неба круглых дисков (би) с круглым отверстием в центре, либо квадратных в сечении вытянутых предметов со сквозным цилиндрическим отверстием в центре типа цун (кун), которые, возможно, связаны с культом земли.

### Фарфор
Несмотря на то, что керамика в Китае известна издревле, только в бронзовом веке (1500—400 гг. до н. э.) китайцы научились получать особенно прочный клей и делать печи для высокотемпературного обжига, позволившие им изготавливать более прочную, иногда глазурованную глиняную посуду. Настоящий же фарфор появился только в эпоху Сун. Более тонкий, чем керамика, настоящий фарфор ровный и полированный. При ударе по фарфоровому изделию оно звучит.

## Культурные и исторические памятники Китая

### Великая Китайская стена
Великая стена, или, как её называют китайцы, Длинная стена, протянулась на 8851,8 км через весь Северный Китай. Из этого 6260 км стены состоят из кирпичной кладки, 2232,5 км — из естественного горного массива. Около 360 км вообще являются не стеной, а заполненными водой рвами. Сооружение стены началось в IV—III вв. до н. э., когда отдельные китайские государства вынуждены были создавать оборонительные сооружения от набегов кочевых народов Центральной Азии.
После объединения Китая под властью династии Цинь в 221 г. до н. э. император Ши Хуанди приказал соединить ряд оборонительных линий в единую стену. При последующей династии — Хань строительные работы на Великой стене продолжались и были завершены в III в. н. э. В настоящее время в своей западной части Великая стена сохраняет первоначальную форму, в восточной же части сильно разрушена и местами представляет только земляной вал.
В сохранившихся частях стена имеет ширину у основания около 9 м и на вершине около 6 м, высота стены достигает 10 м. Примерно через каждые 200 м — четырёхугольные сторожевые башни, а со внешней стороны стены — высокие оборонительные зубцы с отверстиями-амбразурами. Верхняя плоскость стены, замощённая плитами, некогда представляла собой широкую защищённую дорогу, по которой могли быстро передвигаться воинские части и обозы. В настоящее время некоторые участки этой плоскости заасфальтированы и используются как автомобильные дороги. Стена проходит главным образом по гористым местам, повторяя изгибы рельефа и органично вписываясь в окружающий пейзаж.

### Императорский дворец

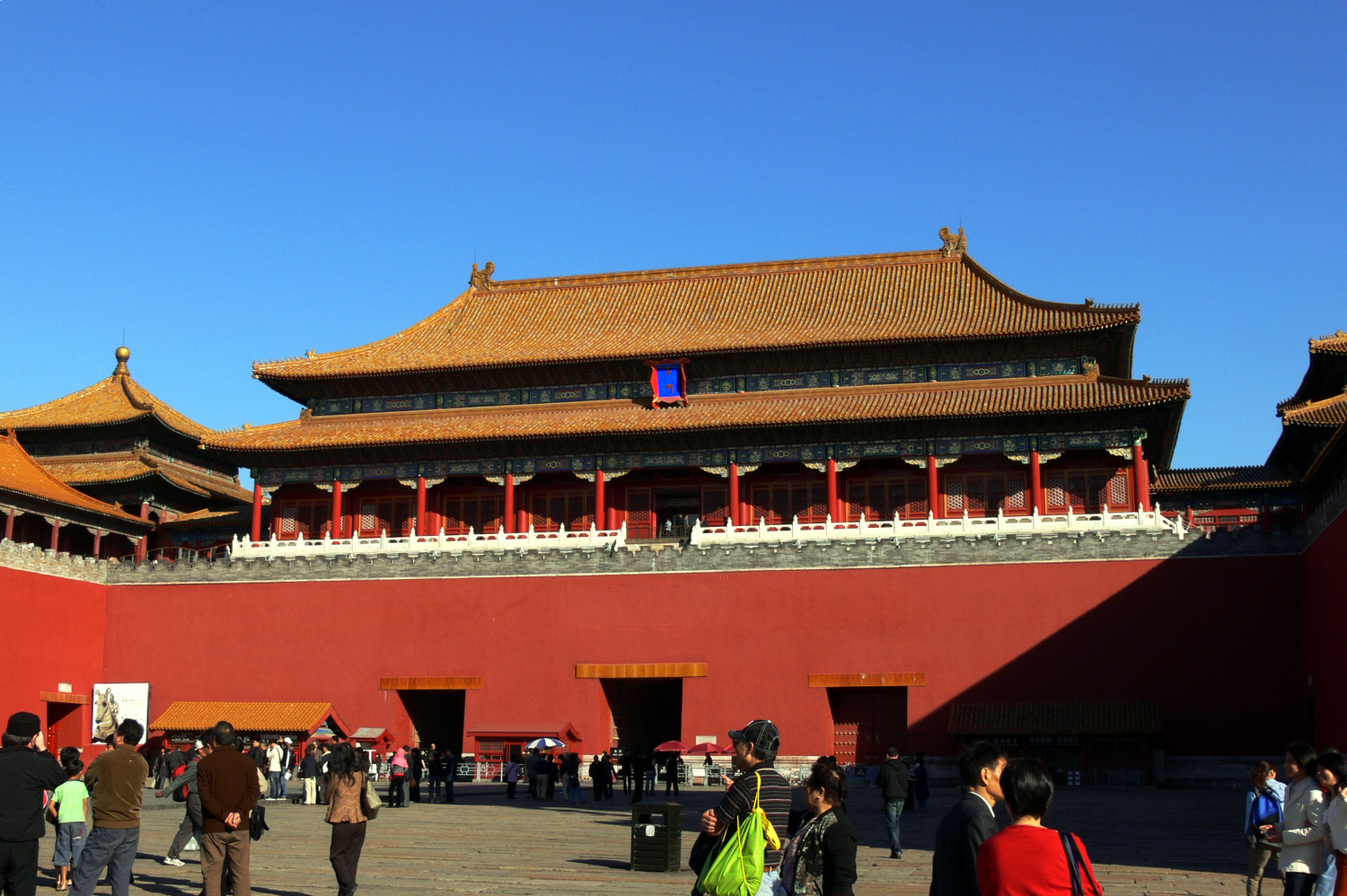
Пекин, Запретный город

В самом центре Пекина находится Императорский дворец (известен также как Запретный город, так как на протяжении 500 лет его истории здесь мог жить только император и его семья, а придворные, чиновники и все остальные жили за его стенами, и до 1925 года простым смертным вход сюда был запрещён), резиденция 24 китайских императоров.
Построен в 1406—1420 гг. Общая площадь в 720 тысяч м², в нём находится 9999 комнат. Он окружён стеной длиной 3400 м и рвом с водой, которая называется «Золотая вода».
Комплекс разделён на Внутренний дворец и Внешний дворец. Основные помещения Внешнего дворца, где император выполнял свои государственные функции — зал Верховной гармонии, Полной гармонии и Сохранения гармонии. Во Внутреннем дворце находились жилые помещения, где жили, играли, поклонялись богам император, императрицы, наложницы, принцы и принцессы. Основные помещения этой части Запретного города — залы Небесной чистоты, Объединения и мира, Земного спокойствия. Здесь же находятся три императорских сада — Долголетия, Доброты и Спокойствия и Императорский сад.
Занесён ЮНЕСКО в список Всемирного наследия человечества в 1987 году.

#### Мавзолей Цинь Шихуандии «терракотовая армия»
Мавзолей Цинь Шихуанди находится в 35 км от Сианя (провинция Шэньси); построен в 221—210 гг. до н. э. для первого императора объединённого Китая. На его строительстве были заняты 700 тысяч рабочих. В подземном дворце размещается более 400 захоронений, его площадь — более 56,25 км².
Главный экспонат комплекса — «терракотовая армия», случайно обнаруженная местными крестьянами в 1974 году. В трёх сводчатых подземных камерах находятся в общей сложности фигуры около 7400 солдат и лошадей и 90 военных колесниц — практически вся императорская армия. Фигуры выполнены в полный рост, их высота 1,8 м, лицо каждого солдата уникально.
Включены в список Всемирного наследия ЮНЕСКО в 1987 году.